# Nátrium-hipoklorit
A nátrium-hipoklorit (NaClO, INN: sodium hypochlorite) szervetlen vegyület. Vizes oldatát, a hipót (korábban hypo) fertőtlenítésre, fehérítésre, szagtalanításra használják. A hipó a háztartásokban az 1940-es évektől kezdve terjedt el.

## Előállítása
Hideg, viszonylag híg NaOH-oldatba klórgázt vezetnek:
2 NaOH + Cl2 → NaClO + NaCl + H2O
De több reakció is végbemegy:
- a klór reagál a vízzel is:
Cl2 + H2O ⇌ HOCl+HCl
- a keletkezett HClO (hipoklórossav) reagál a NaOH-dal, és NaClO keletkezik.
- a keletkezett HCl reagál a NaOH-dal, és NaCl keletkezik.

Túlnyomó részt viszont NaCl-oldat elektrolízisével állítják elő. Itt a katódon NaOH keletkezik, az anódon pedig Cl2-gáz. A reakciók az előzőkkel azonosak. Ez az eljárás viszont olcsóbb, mert konyhasóból nagy mennyiség áll rendelkezésre.

## Tartalma
A hipó alkotói a NaClO (nátrium-hipoklorit), ez végzi a fertőtlenítést. Tartalmaz még NaCl-ot (konyhasó), valamint a klórral nem reagált NaOH-ot is. A klórral nem reagált NaOH a szabad lúg. Ez a háztartási hipókban kb. 0,5-2%. A háztartási hipók kb. 5%-ban nátrium-hipokloritot tartalmaznak (ebből lejön a kb. 0,5-2% szabad lúg). Tehát a nátrium-hipoklorit-tartalmuk kisebb, mint 5%. A háztartási hipó klórtartalma a szállítás és tárolás közben folyamatosan csökken.

## Hatása
A nátrium-hipoklorit (NaClO) egy bomlékony anyag, bomlik közönséges konyhasóra (NaCl) és naszcensz (atomi) oxigénre (O):

A naszcensz oxigén nagyon reakcióképes (mivel rendkívül erélyes oxidálószer), a színeket, mikroorganizmusokat (baktériumokat) elroncsolja. Így fertőtlenít, és így fehérít is. Idő kell, hogy kifejtse a hatását, mert az oxigén lassan szabadul fel, és a szennyeződések elroncsolásához is idő kell. Ezért kell a ruhát áztatni benne, vagy a szennyezett felületen (WC-csésze) rajta hagyni egy kicsit.
Tévhit, hogy a hipó „kiszedi a szennyezést”. A szennyeződés ugyanis ott marad, csak (az oxidáció hatására) elszíntelenedik (pl. a ruhán a folt), így mégis olyan, mintha kiszedné.
Külleme: Színtelen vagy sárgás folyadék. Színe függ az oldott szennyezőanyagoktól. Jellegzetes halvány sárgaságát az oldott vastartalom okozza (vas-klorid). Egyéb fémszennyezőktől más színeket is kaphat. A közönséges háztartási hipó (5% töménységű) kémhatása pH 10-11, az ipari felhasználásra szánt (10-13% töménységű) hipóé pedig kb. pH 13. Lúgos kémhatása miatt a kezünkre folyt hipót csúszósnak érezzük. Veszélyessége alkalmazásának körülményeitől és koncentrációjától függ. Ha előírás szerint használják, nem veszélyes. A háztartási hipók Xi (irritatív) jelzéssel vannak ellátva. Az ipari, vagy koncentráltabb (töményebb) hipók pedig C (maró) jelzéssel vannak ellátva. Ha a kéz nátrium-hipoklorit-oldattal érintkezhet, gumikesztyű viselése javasolt.

## Reakciói

#### Savakkal
NaClO + 2HCl = NaCl + H2O + Cl2
A reakció során mérgező klórgáz fejlődik.

#### Fémekkel (oxidáció)
A nátrium-hipoklorit fémekkel végbemenő heterogén reakcióiban a fémeket lassan oxidálja vagy fém-hidroxidokká alakítja:
pl. NaClO + Zn → ZnO + NaCl

#### Egyéb reakciók
Ha nem légmentesen tárolják, a nátrium-hipoklorit reagál a szén-dioxiddal és nátrium-karbonáttá alakul klórgáz fejlődése mellett:
2 NaClO (aq) + CO2 (g) → Na2CO3 (aq) + Cl2 (g)
A nátrium-hipoklorit jól reagál a legtöbb nitrogénvegyülettel, átalakulva illékony klóraminná, diklóraminná és nitrogén-trikloriddá:
NH3 + NaClO → NH2Cl + NaOH
NH2Cl + NaClO→ NHCl2 + NaOH
NHCl2 + NaClO→ NCl3 + NaOH